# 隆慶帝
隆慶帝（りゅうけいてい）は、明の第13代皇帝。諱は載坖（さいき）。廟号は穆宗（ぼくそう）。日本では在位中の元号から一般的に隆慶帝と称されている。

## 生涯

明穆宗隆慶帝

嘉靖帝の三男として生まれ、嘉靖18年（1539年）に3歳で裕王に封じられている。嘉靖帝の晩年、明朝は内政の乱れの他に、「北虜南倭」と称される倭寇とモンゴル系タタールによる侵攻にさらされていた。即位した隆慶帝は嘉靖期の弊政を改革すべく、嘉靖帝への諫言により罪を得ていた徐階・海瑞などの人材を登用し、それまで朝廷で権勢をふるっていた道士を一掃した。また疲弊する国庫を建て直すため、海外貿易を開放し、倭寇とタタールに対してある程度の貿易を認める柔軟策で、対外的にも安定した時代を現出した。
しかし、隆慶帝自身は凡庸な皇帝であり朝政を省みず、その政務は大学士に代行されていた。また、酒色に溺れ享楽を求めた生活のため、在位5年5ヶ月、36歳で崩御した。

## 宗室

### 后妃
- 孝懿荘皇后李氏（皇子時代の嫡妃、皇后を追号された）、孝安皇后陳氏
- 孝定皇后李氏
- 端静淑妃秦氏、賢妃江氏、栄恪徳妃李氏、荘僖栄妃王氏、端恪恵妃馬氏、琦妃葉氏、端恵懿妃于氏、容妃韓氏、端妃董氏、恭恵荘妃劉氏、昭順英妃魏氏、昭栄恭妃李氏、昭靖敬妃荘氏、栄悼安妃銭氏、恭静和妃趙氏
- 妃孔氏、妃劉氏、妃陳氏、妃解氏、妃張氏

### 男子
- 憲懐太子 朱翊釴 - 母は孝懿荘皇后。早世。
- 靖悼王 朱翊鈴 - 母は孝安皇后。夭折。
- 万暦帝 朱翊鈞 - 母は孝定皇后。
- 潞簡王 朱翊鏐 - 母は孝定皇后。

### 女子
- 蓬萊公主 - 母は孝懿荘皇后。夭折。
- 太和公主 - 夭折。
- 寿陽公主 朱堯娥 - 母は孝定皇后。侯拱辰に降嫁した。
- 永寧公主 朱堯媖 - 母は孝定皇后。梁邦瑞に降嫁したが、2カ月後に死別した。
- 瑞安公主 朱堯媛 - 母は孝定皇后。万煒に降嫁した。
- 延慶公主 朱堯姫 - 王昺に降嫁した。
- 棲霞公主 朱堯㜢 - 母は淑妃秦氏。夭折。

## 登場作品
テレビドラマ
- 『大明王朝 〜嘉靖帝と海瑞〜』（中国、2006年）演：郭広平
- 「万暦首輔張居正」（中国、2010年、日本未公開）演：巫剛（中国語版）